# Lípa (Úněšov)
Lípa (německy a do roku 1950 Pichl) je malá vesnice, část obce Úněšov v okrese Plzeň-sever v Plzeňském kraji. Nachází se asi čtyři kilometry jižně od Úněšova. Lípa leží v katastrálním území Lípa u Úněšova o rozloze 2,05 km².

## Historie
První písemná zmínka o vesnici pochází z roku 1273.

## Obyvatelstvo
| Rok            | 1869 | 1880 | 1890 | 1900 | 1910 | 1921 | 1930 | 1950 | 1961 | 1970 | 1980 | 1991 | 2001 | 2011 | 2021 |
| -------------- | ---- | ---- | ---- | ---- | ---- | ---- | ---- | ---- | ---- | ---- | ---- | ---- | ---- | ---- | ---- |
| Počet obyvatel | 77   | 68   | 67   | 66   | 71   | 52   | 58   | 37   | 39   | 22   | 13   | 7    | 7    | 6    | 12   |
| Počet domů     | 9    | 9    | 8    | 9    | 8    | 8    | 9    | 8    | 8    | 6    | 4    | 4    | 4    | 5    | 5    |

## Další fotografie

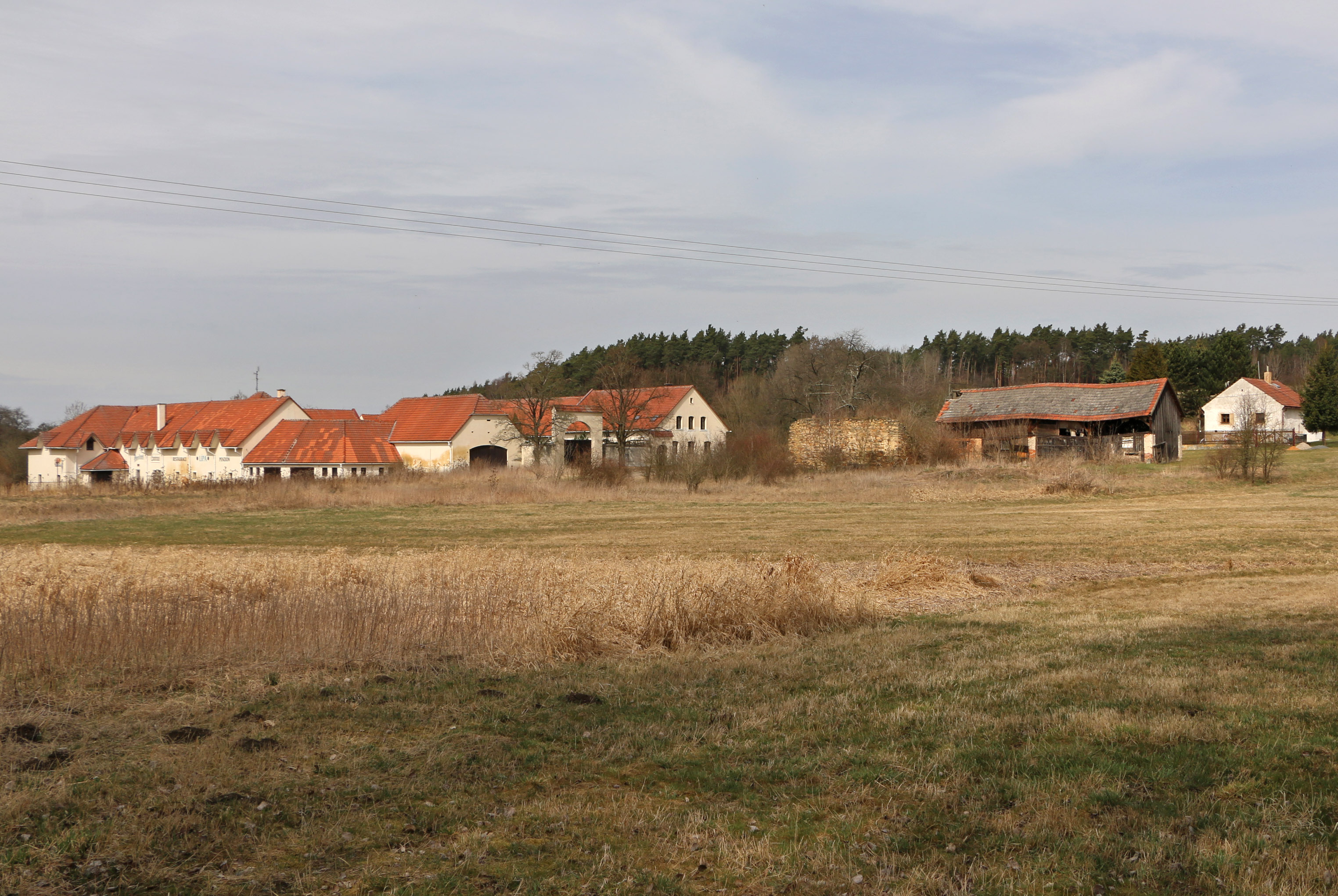
Památkově chráněný dvůr Pichl
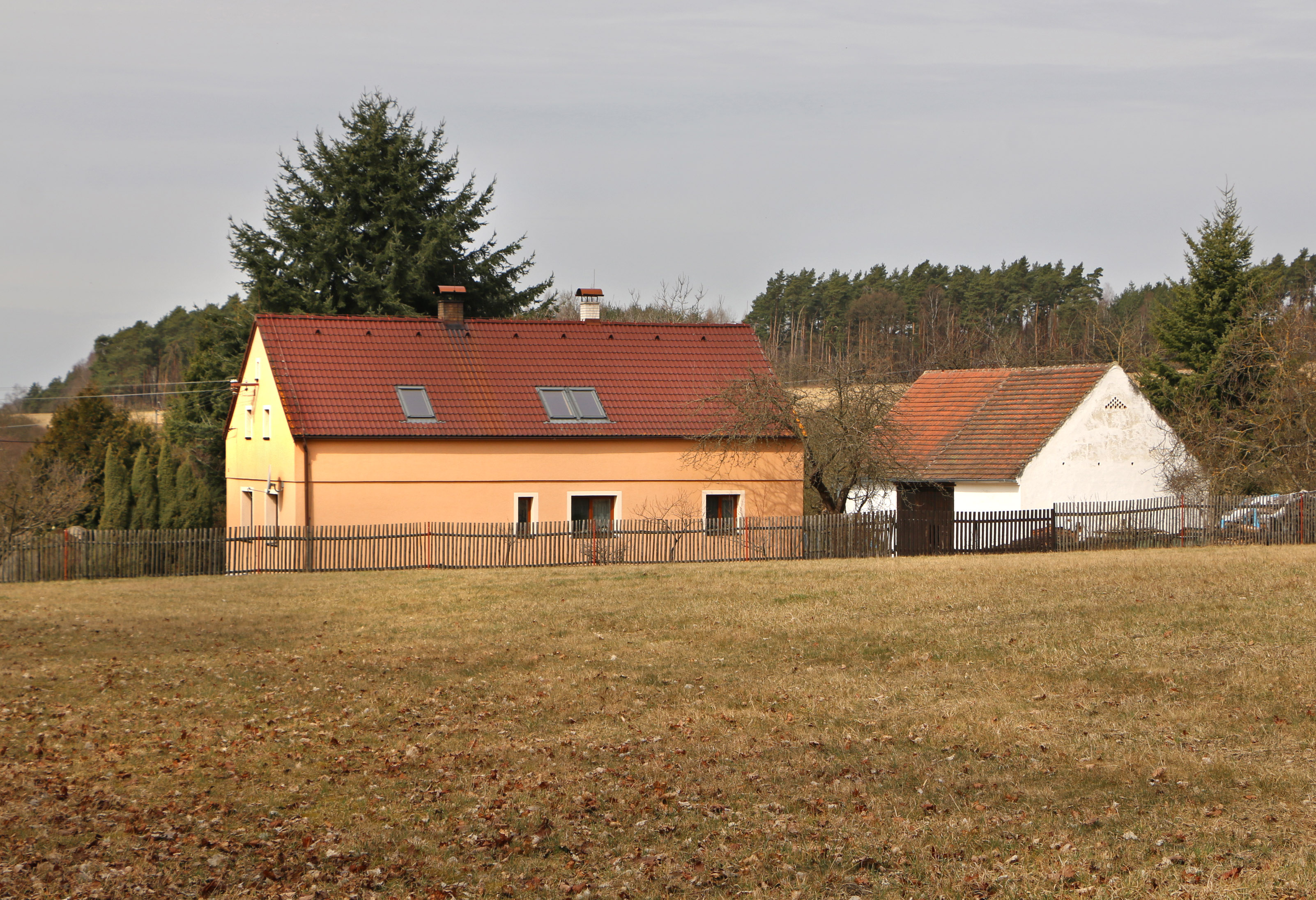
Dům čp. 3
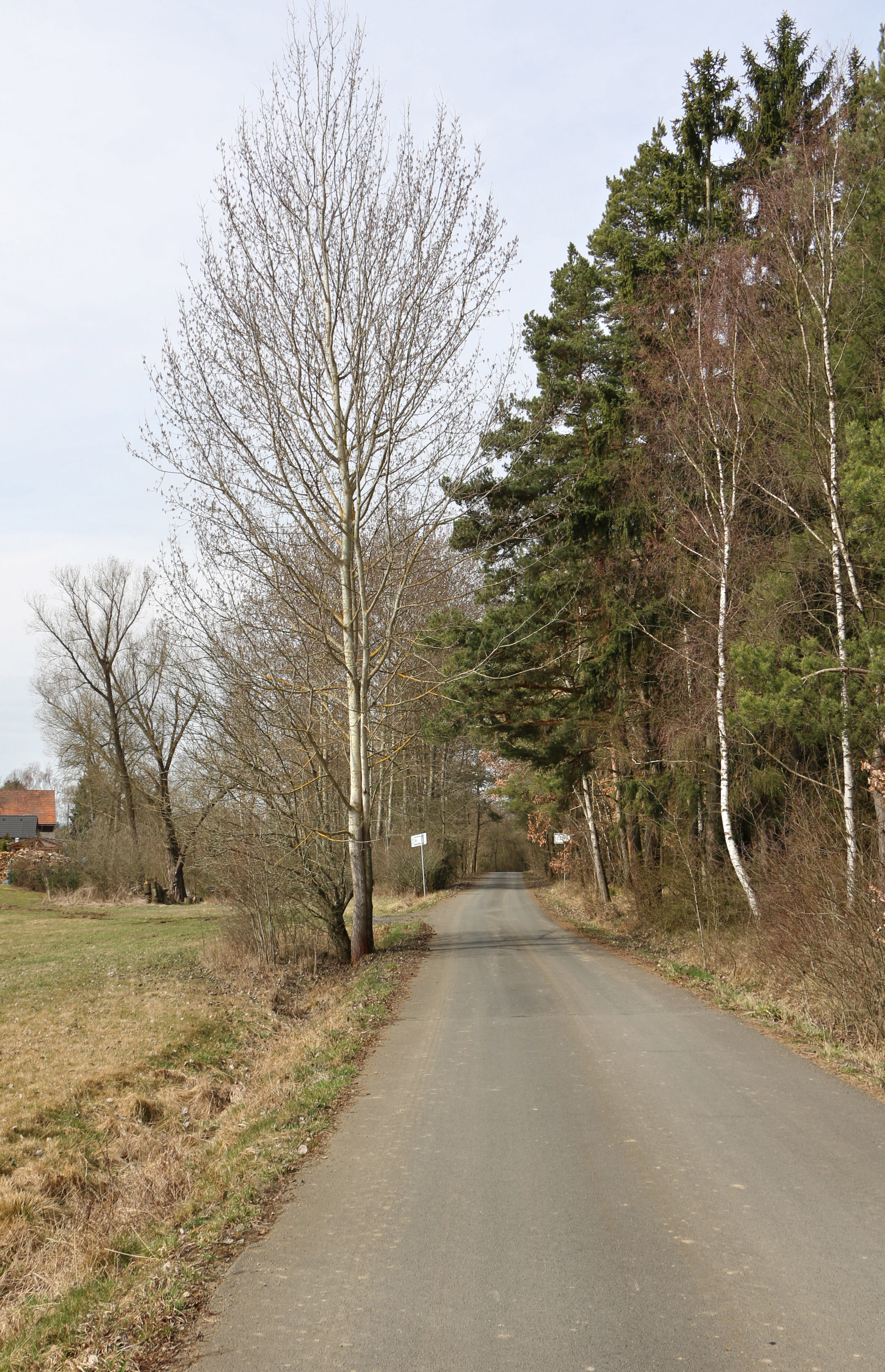
Příjezd do vesnice